# 扬州中学教育集团树人学校

扬州树人学校校徽

扬州中学教育集团树人学校，简称扬中树人、树人学校，是1999年6月经扬州市人民政府批准创办，由扬州中学协作创立的一所民办学校。现有南门街校区、九龙湖校区和凤栖湖校区三个校区。

## 历史
1998年，江苏省扬州中学初中部停止招生。1999年树人学校始建，为市直初中。
2000年，扬州中学与树人中学组建扬州中学教育集团，进行民办民营改革试验。
2005年6月设立树人学校高中部。2009年6月在九龙湖校区设立国际部。2019年，设立凤栖湖校区。2020年，原位于南门街校区的国际部迁往凤栖湖校区。
2021年，树人学校停止笔试择优录取，改为摇号随机录取。
2024年，树人学校高中部更名为“扬州树人高级中学”。2024年，树人学校高中部入选江苏“四星级高中”。2025年，入选江苏省高品质人文特色高中。

## 现状
2024年，树人学校共有南门街、九龙湖、凤栖湖三个校区；142个教学班；在校学生6889人；全校教职员工540余人，其中专任教师482人，其中正高级教师2人，高级教师201人，省市特级教师4人，学科带头人24人。
九龙湖、凤栖湖校区设有400米标准体育场和篮球场、足球场，南门街校区设有200米小型体育场。